# Les Aérostats
Les Aérostats est le vingt-neuvième roman d’Amélie Nothomb publié le 19 août 2020 aux éditions Albin Michel.

## Résumé
La narratrice, Ange, étudiante en philologie à Bruxelles, vit en colocation avec la propriétaire, jeune femme maniaque. Après avoir passé une annonce pour donner des cours de français, elle est contactée par le père d’un adolescent de seize ans, Pie, qui souffre de dyslexie et de ce fait ne lit rien. L’homme, cambiste, regarde et écoute les conversations de la narratrice avec Pie derrière un miroir sans tain. La mère, peu présente, collectionne virtuellement des petits objets de porcelaine. Ange fait découvrir à Pie divers auteurs (Homère, Radiguet, Stendhal) le guérit vite de sa dyslexie et fait naître une passion pour certains livres (L’Iliade en particulier) chez son élève. Celui-ci devient progressivement amoureux de sa professeure, tandis qu’Ange -qui ne veut pas d’une relation avec un mineur- entame une liaison sans passion avec un de ses professeurs de fac. Ange finit par emmener Pie hors du domicile pour des promenades à Bruxelles ou en forêt, ce qui ne plaît pas au père. Une crise éclate et Pie égorge ses deux parents ; il s’enfuit après avoir piraté les comptes de son père, non sans avoir revu Ange, horrifiée.

## Accueil de la critique
Le livre est globalement bien accueilli par la critique littéraire à sa parution, notant de manière générale l'intérêt de l'auteure pour l'apprentissage de la lecture chez les jeunes et la relation maître-élève,,.